# 2-я Гранитная улица
2-я Грани́тная у́лица — улица в Правобережном округе Липецка. Проходит в районе Студёновского рудоуправления от переулка Лузана в западном направлении между улицами Гранитной и Железнодорожной.
Первоначальное название — 2-я Стахановская улица. 8 октября 1957 года переименована вслед за Стахановской и получила нынешнее имя. Определение 2-я дано потому, что идёт она параллельно Гранитной улице.
Улица имеет индивидуальную застройку.

## Транспорт
- авт. 9т, 11, 24, 324, 346, 347, 359, ост.: «Ул. Гагарина»; авт. 9т, 11, 24, 36, 300, 306, 322, 324, 325, 345, 346, 347, 359, ост.: «Пл. Героев».